# El prisionero de Zenda (película de 1937)
El prisionero de Zenda es una película estadounidense de aventuras en blanco y negro de 1937, basada en la novela homónima de 1894 escrita por Anthony Hope, así como por la obra de teatro basada en ella de 1896.
La película fue protagonizada por Ronald Colman, Madeleine Carroll y Douglas Fairbanks Jr., con un reparto en el que se encontraban C. Aubrey Smith, Raymond Massey, Mary Astor y David Niven. Fue dirigida por John Cromwell, y producida por David O. Selznick para la Selznick International Pictures. La película fue distribuida por United Artists. El guion fue escrito por John L. Balderston, con una adaptación de la novela hecha por Wells Root, y dramatización de Edward Rose. Donald Ogden Stewart estuvo a cargo de los diálogos adicionales, y Ben Hecht y Sidney Howard hicieron contribuciones que no aparecen en los créditos.
Gracias a su banda sonora para la película, Alfred Newman recibió la primera de sus 43 nominaciones al Premio de la Academia por Mejor banda sonora original, mientras que Lyle R. Wheeler fue nominado a Mejor diseño de producción. En 1991, la película fue puesta en la lista de películas "significativas cultural, histórica o estéticamente" por la Biblioteca del Congreso de los Estados Unidos y seleccionada para su conservación en el Registro Nacional de Películas.

## Trama

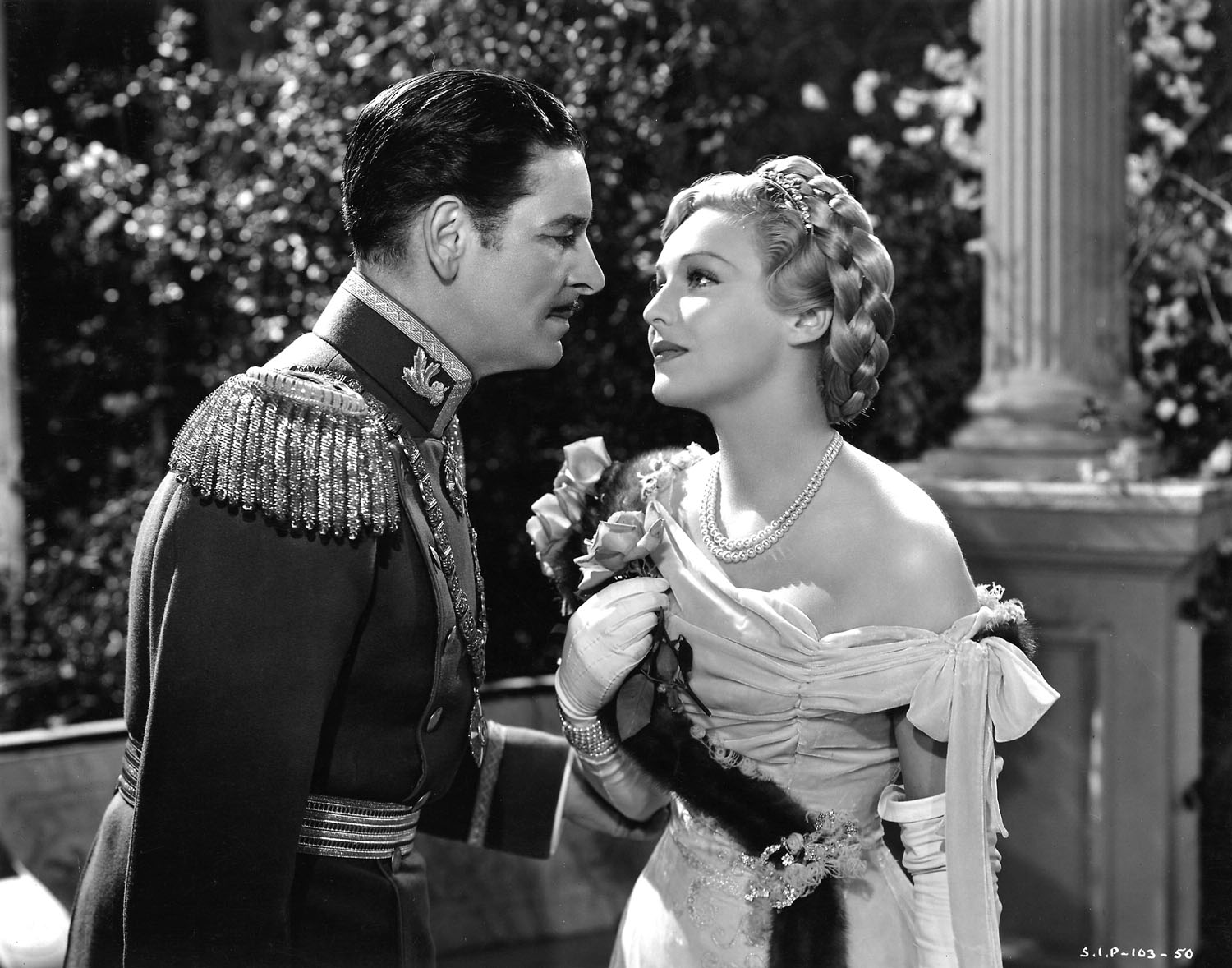
Ronald Colman y Madeleine Carroll en El prisionero de Zenda

En junio de 1897, el caballero inglés Rudolf Rassendyll (Ronald Colman) toma unas vacaciones para ir de pesca a un pequeño país de los Balcanes. (El país no recibe nombre en la película, pero es llamado Ruritania en la novela.) Mientras está allí, se encuentra desconcertado por las extrañas reacciones que tienen los lugareños hacia él. Rassendyll descubre la razón cuando conoce al coronel Zapt (C. Aubrey Smith) y al capitán Fritz von Tarlenheim (David Niven). Zapt le presenta al rey que será coronado pronto, Rudolf V (Colman nuevamente), un pariente lejano que se ve exactamente como él (excepto por la barba que lleva el inglés). El rey, asombrado al comienzo por el gran parecido, le toma un gran aprecio al inglés.
Celebran su parentesco bebiendo hasta altas horas de la noche. El rey Rudolf disfruta particularmente de una botella de vino que le envió su medio hermano, el duque Michael (Raymond Massey), al punto que se la bebe toda él solo. La mañana siguiente trae con ella un descubrimiento desastroso: el vino estaba drogado. Es imposible despertar al rey Rudolf y, de no asistir a su coronación ese día, Michael intentará usurpar su trono. Se revela entonces que Michael está amargado por la designación de Rudolf como heredero del reino por sobre él, al no ser su madre de sangre real. Zapt decide entonces convencer a un renuente Rassendyll de hacerse pasar por Rudolf para la ceremonia.
Rassendyll conoce luego a la prometida del rey Rudolf, la princesa Flavia (Madeleine Carroll). Esta había siempre detestado al rey Rudolf, pero lo encuentra ahora muy cambiado, para bien, en su opinión. Al pasar el tiempo juntos, se enamoran.
Habiéndose logrado la coronación, Rassendyll regresa a retomar su verdadera identidad, solo para descubrir que el rey ha sido secuestrado por Rupert de Hentzau (Douglas Fairbanks Jr.), el principal secuaz de Michael. Rassendyll se ve forzado entonces a continuar con la suplantación mientras que Zapt encuentra a Rudolf. Michael, por su parte, no puede denunciar la farsa sin incriminarse a sí mismo.
La ayuda proviene del lugar más inesperado. Para asegurar su derecho al trono, Michael debe casarse con su prima Flavia. La celosa amante francesa de Michael, Antoinette de Mauban (Mary Astor), revela que el rey está retenido en el castillo de Michael cerca de Zenda y promete ayudar con su rescate. Puesto que Rudolf será ejecutado al primer asomo de un intento de rescate, la mujer insiste en que un solo hombre debe cruzar el foso a nado y mantener a raya a los posibles asesinos mientras que el castillo es asaltado por tropas leales. Rassendyll decide que es él quien debe cumplir con esta tarea, pese las enérgicas objeciones de Zapt.
Sus cuidadosos planes se van al traste cuando Michael encuentra a su secuaz Rupert tratando de seducir a Antoinette. Michael muere asesinado por Rupert, mientras una desconsolada Antoinette deja escapar lo suficiente como para que Rupert se dé cuenta del peligro que corre. Rassendyll mata a los dos guardias, pero debe luchar en un prolongado duelo contra Rupert a la vez que intenta cortar una cuerda para que baje el puente levadizo que dejará entrar a Zapt y sus hombres. Cuando finalmente lo consigue, Rupert escapa.
El rey Rudolf es restaurado en su trono. Rassendyll intenta persuadir a Flavia para que se marche con él, pero la devoción al deber de la mujer es demasiado grande y tienen una agridulce despedida.

## Reparto
- Ronald Colman como el mayor Rudolf Rassendyll y como el "prisionero de Zenda" (rey Rudolf V)
- Madeleine Carroll como la Princesa Flavia
- C. Aubrey Smith como el coronel Zapt
- Raymond Massey como el duque Michael
- Mary Astor como Antoinette de Mauban
- David Niven como el capitán Fritz von Tarlenheim
- Douglas Fairbanks Jr. como Rupert de Hentzau

No aparecen en los créditos:
- Montagu Love como Detchard, uno de los secuaces de Michael.
- William von Brincken como Kraftstein
- Florence Roberts como Duenna
- Torben Meyer como Max, el mayordomo
- Lawrence Grant como el mariscal Strakencz
- Ralph Faulkner como Bersonin
- Byron Foulger como Master Johann
- Howard Lang como Josef, un sirviente asesinado
- Alexander D'Arcy como De Gautet
- Boyd Irwin como maestro de ceremonias
- Emmett King como Lord High Chamberlain
- Al Shean como líder de orquesta
- Charles Halton como funcionario de aduanas que verifica el pasaporte de Rassendyll
- Spencer Charters como Porter
- Henry Roquemore como jefe de estación
- Lillian Harmer como asistente de estación

## Producción
Esta producción fue "una de las últimas grandes reuniones de ingleses de Hollywood" antes de la Segunda Guerra Mundial. La idea de asumir el proyecto por parte de Selznick fue inspirada en parte por la abdicación de Eduardo VIII, y Selznick se aseguró de aprovechar este ángulo a la hora de hacerle marketing a la película.
El rodaje se consideró difícil. El director John Cromwell no estaba contento con sus protagonistas masculinos, pues tenía la sospecha de que Colman no se sabía sus líneas y le preocupaba la vida nocturna de Fairbanks y Niven en la ciudad. George Cukor se encargó de dirigir algunas escenas de la película cuando Cromwell se sentía frustrado con sus actores, en especial con Madeline Carroll por la escena que de la renuncia. Woody Van Dyke fue contratado para a filmar de nuevo algunas de las escenas de esgrima, junto con el diseño de vestuario.
También se filmaron un prólogo y un epílogo, pero nunca fueron usados. El prólogo muestra a un anciano Rassendyll contando sus aventuras en su club. En el epílogo, recibe una carta de von Tarlenheim y una rosa, informándole sobre la muerte de Flavia.

## Recepción
Leslie Halliwell ubica a la película en el puesto 590 en su lista de mejores películas, afirmando que la "espléndida historia colegial de aventuras" de la novela victoriana tardía es "transferida perfectamente a la pantalla", y cita un comentario de John Cutts de 1971 respecto a que la película se hace más "fascinante y encantadora" con el tiempo. La Halliwell's Film Guide 2008 la llama "una de las películas más entretenidas que ha salido de Hollywood". Doce residentes de Zenda, Ontario, fueron llevadas en un vuelo a Nueva York para el estreno.
La película obtuvo ganancias por $182.000. 

## Secuela
En 1947, Selznick anunció una secuela basada en una adaptación teatral de Rupert de Hentzau, y protagonizada por Joseph Cotten como el rey Rudolph y Rudolph, así como por Louis Jourdan y Alida Valli. La película nunca llegó a hacerse.

## Reinterpretaciones
Colman, Smith y Fairbanks actuaron en sus papeles originales para un episodio de 1949 de Screen Director's Playhouse, en el que la esposa de Colman, Benita Hume, actúa como la princesa Flavia.
La película homónima de 1952 es virtualmente un refrito escena por escena, reutilizando el mismo guion de rodaje, los mismos diálogos y la misma banda sonora. Una comparación entre las dos películas revela que los escenarios y los ángulos de la cámara, son en la mayoría de los casos, los mismos.[cita requerida] Halliwell consideró que esta versión "no es rival para la feliz inspiración de la original".
Dos episodios de la serie de televisión de parodia de espías Superagente 86, "The King Lives?" y "To Sire With Love, Partes 1 y 2", parodió la versión cinematográfica de 1937, con Don Adams imitando la distintiva voz de Colman.

## En la cultura popular
En la serie Northern Exposure, Ed Chigliak dobla la película al tlingit (un idioma nativo americano), en el episodio de la cuarta temporada "Sleeping With the Enemy".
"El prisionero de Benda" es el episodio número 98 de la serie de televisión animada Futurama .
Durante la preproducción de Star Trek II: la ira de Khan, el director Nicholas Meyer le pidió al diseñador de vestuario Robert Fletcher que diseñara nuevos uniformes de la Flota Estelar inspirados en los uniformes usados en El Prisionero de Zenda. Los uniformes que fueron diseñados habrían de aparecer en seis películas de Star Trek en total, desde La Ira de Khan hasta Star Trek: Generations.
La secuencia de Potsdorf entera en The Great Race (1965) de Blake Edwards es un homenaje (o parodia) de El Prisionero de Zenda. Jack Lemmon interpreta los papeles de los dobles (el profesor Fate y el príncipe Hapnik), mientras que Tony Curtis es el héroe de capa y espada (Leslie Gallant lll, alias el Gran Leslie), cruzando espadas con el barón Rolfe von Stuppe, la versión de Ross Martin del Rupert de Hentzau que actuara Douglas Fairbanks, Jr.